# 외병
외병(外丙)은 상나라의 3대 군주이다. 태어날 때의 이름은 자승(子勝)이었다.
사마천의 사기에 따르면 형인 태정이 요절했기 때문에 아버지인 탕의 뒤를 이어 상나라의 2대 군주가 되었다고 한다. 을해(乙亥)년에 즉위하였고 이윤을 재상으로 삼았으며 수도를 박(亳)으로 정했다. 그는 재위에 오른지 2년 만에 사망하였다. 
에게는 외병이라는 시호가 주어졌고 동생인 중임이 뒤를 이었다.
은허에서 발굴된 갑골문에 따르면 그는 상나라의 4대 군주였고 대정(태정)의 둘째 아들이었다. 또 복병(卜丙)이라는 시호가 주어졌고 조카인 태경이 뒤를 이었다고 적혀 있다.